# Vildråg
Vildråg (Secale montanum) är en gräsart som beskrevs av Giovanni Gussone. Enligt Catalogue of Life ingår vildråg i släktet rågsläktet och familjen gräs, men enligt Dyntaxa är tillhörigheten istället släktet rågsläktet och familjen gräs. Arten har ej påträffats i Sverige. Inga underarter finns listade i Catalogue of Life.
Vildrågen gav upphov till sädesslaget råg (Secale cereale) via Vavilovs mimikry.